# Dekanat łosino-pietrowski
Dekanat łosino-pietrowski – jeden z 48 dekanatów eparchii moskiewskiej obwodowej Rosyjskiego Kościoła Prawosławnego. Obejmuje cerkwie położone w części rejonu szczełkowskiego obwodu moskiewskiego. Funkcjonują w nim dwie cerkwie parafialne miejskie, siedemnaście cerkwi parafialnych wiejskich, dwie cerkwie filialne, cerkiew domowa, cerkiew-baptysterium i cztery kaplice.
Funkcję dziekana pełni ks. Pawieł Gałuszko.

## Cerkwie w dekanacie[1]
- Cerkiew Narodzenia Matki Bożej w Aniskinie

Cerkiew domowa św. Jana Teologa w Aniskinie
Cerkiew-baptysterium Ikony Matki Bożej „Trójręka”
- Cerkiew św. Jana Chryzostoma w Glinkach
- Cerkiew Tichwińskiej Ikony Matki Bożej w Duszonowie

Cerkiew Ikony Matki Bożej „Ukój Mój smutek” w Duszonowie
Kaplica św. Mikołaja
- Cerkiew św. Anatola w Karmolinie
- Cerkiew Kazańskiej Ikony Matki Bożej w Leonisze
- Cerkiew św. Mikołaja w Łosino-Pietrowskim
- Cerkiew Ikony Matki Bożej „Wszystkich Strapionych Radość” w Łosino-Pietrowskim
- Cerkiew Włodzimierskiej Ikony Matki Bożej w Mawrinie
- Cerkiew św. Aleksego Moskiewskiego w Małych Pietriszczach
- Cerkiew Ikony Matki Bożej „Niewyczerpany Kielich” w Mizinowie
- Cerkiew św. Aleksandra Newskiego w Moninie
- Cerkiew św. Jerzego w Moninie
- Cerkiew Obrazu Zbawiciela Nie Ludzką Ręką Uczynionego w Pietrowskim
- Cerkiew Trójcy Świętej w Prieczystym
- Cerkiew Trójcy Świętej w Riazancach

Kaplica Opieki Matki Bożej
- Cerkiew Ikony Matki Bożej „Znak” w Swierdłowskim

Kaplica Ikony Matki Bożej „Poszukiwanie zaginionych”
- Cerkiew Kazańskiej Ikony Matki Bożej w Toporkowie
- Cerkiew św. Marii Magdaleny w Ulitkinie
- Cerkiew św. Jana Chrzciciela we Frjanowie

Cerkiew św. Michała Nikołogorskiego we Frjanowie
Kaplica św. Jana Chryzostoma